# Christ Church (Oxford)
Pour les articles homonymes, voir Christ Church.
Christ Church, en latin Ædes Christi (c'est-à-dire la maison ou l'église du Christ) est l'un des collèges les plus grands et plus riches de l'université d'Oxford au Royaume-Uni. Il a été bâti en 1524 par le cardinal Wolsey, puis en 1532 par Henri VIII après la disgrâce de Wolsey. Sa chapelle est la cathédrale Christ Church, siège de l'évêché d'Oxford. Treize premiers ministres britanniques ont fait leurs études à Christ Church, soit autant que le nombre total de l'ensemble des autres collèges d'Oxford.
L'érudit et imposteur littéraire George Psalmanazar y donna des conférences. Lewis Carroll passa une bonne partie de sa vie au collège, et y rencontra la petite Alice Liddell, fille du doyen, pour laquelle il inventa Alice au pays des merveilles. Plus récemment, le collège a été utilisé pour tourner la scène des escaliers et également inspirer les décors de la Grande Salle des deux premiers films de Harry Potter.

## Doyens de Christ Church

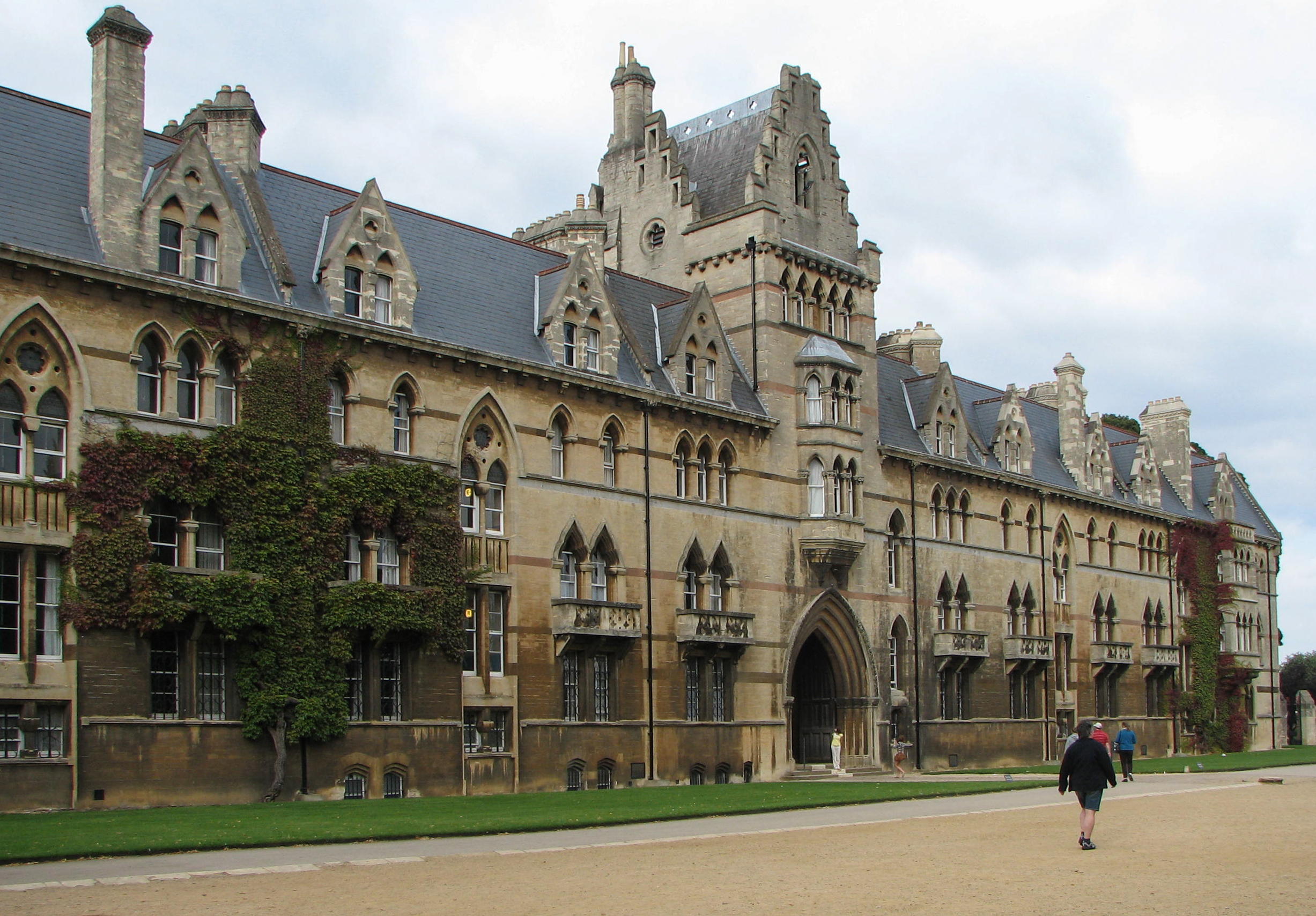
Le Meadow Building

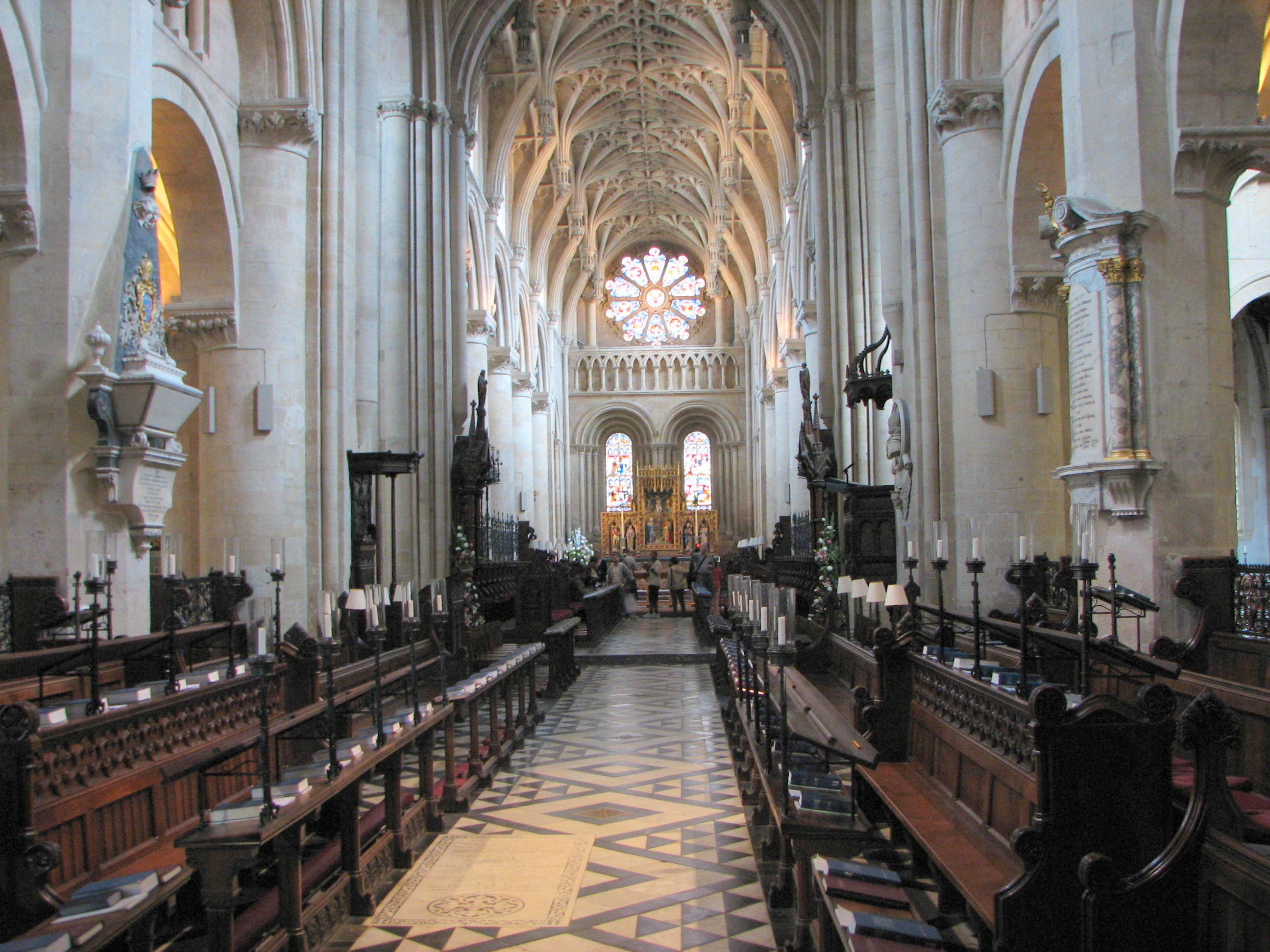
La nef de la cathédrale de Christ Church

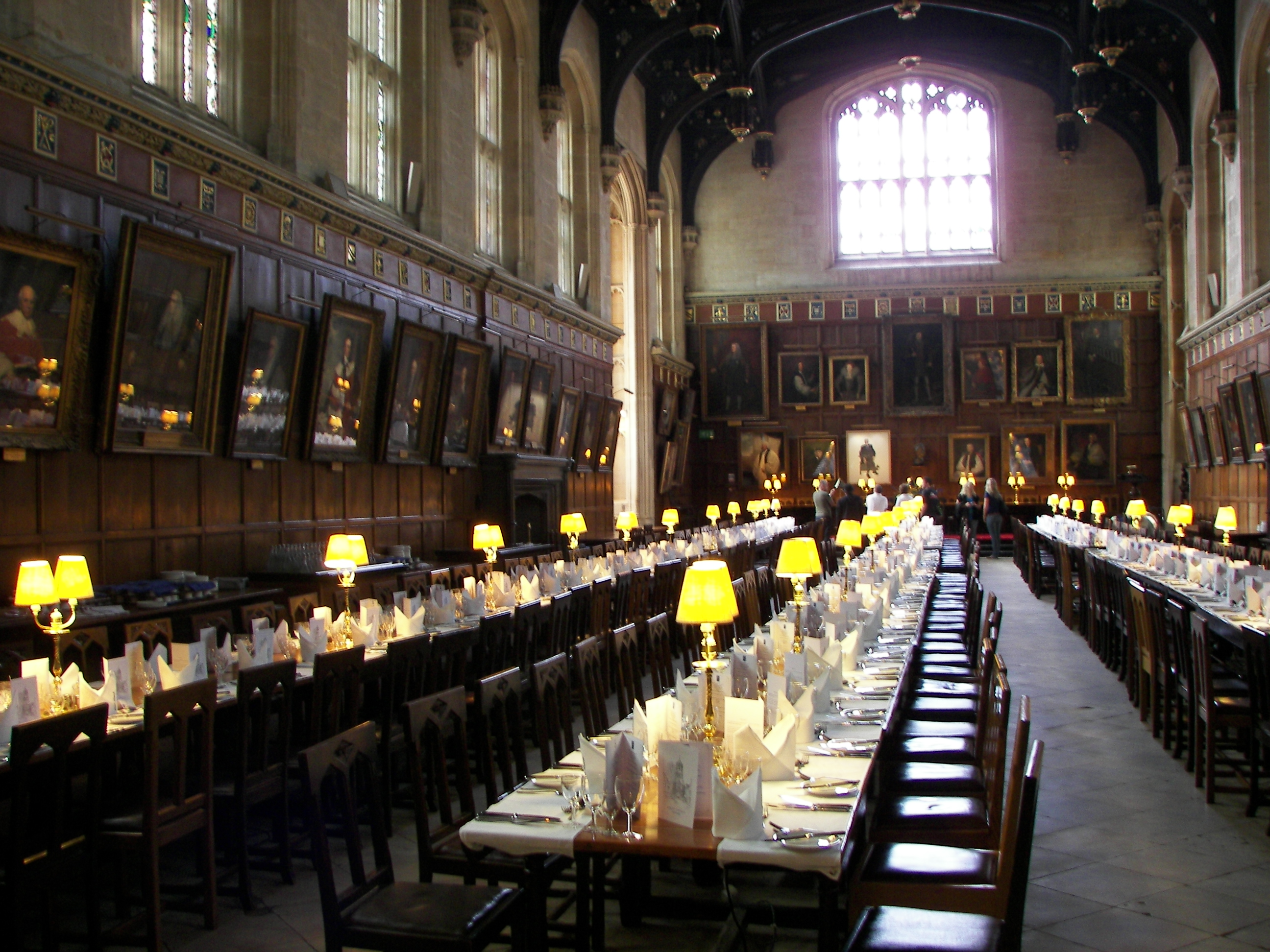
La grande salle

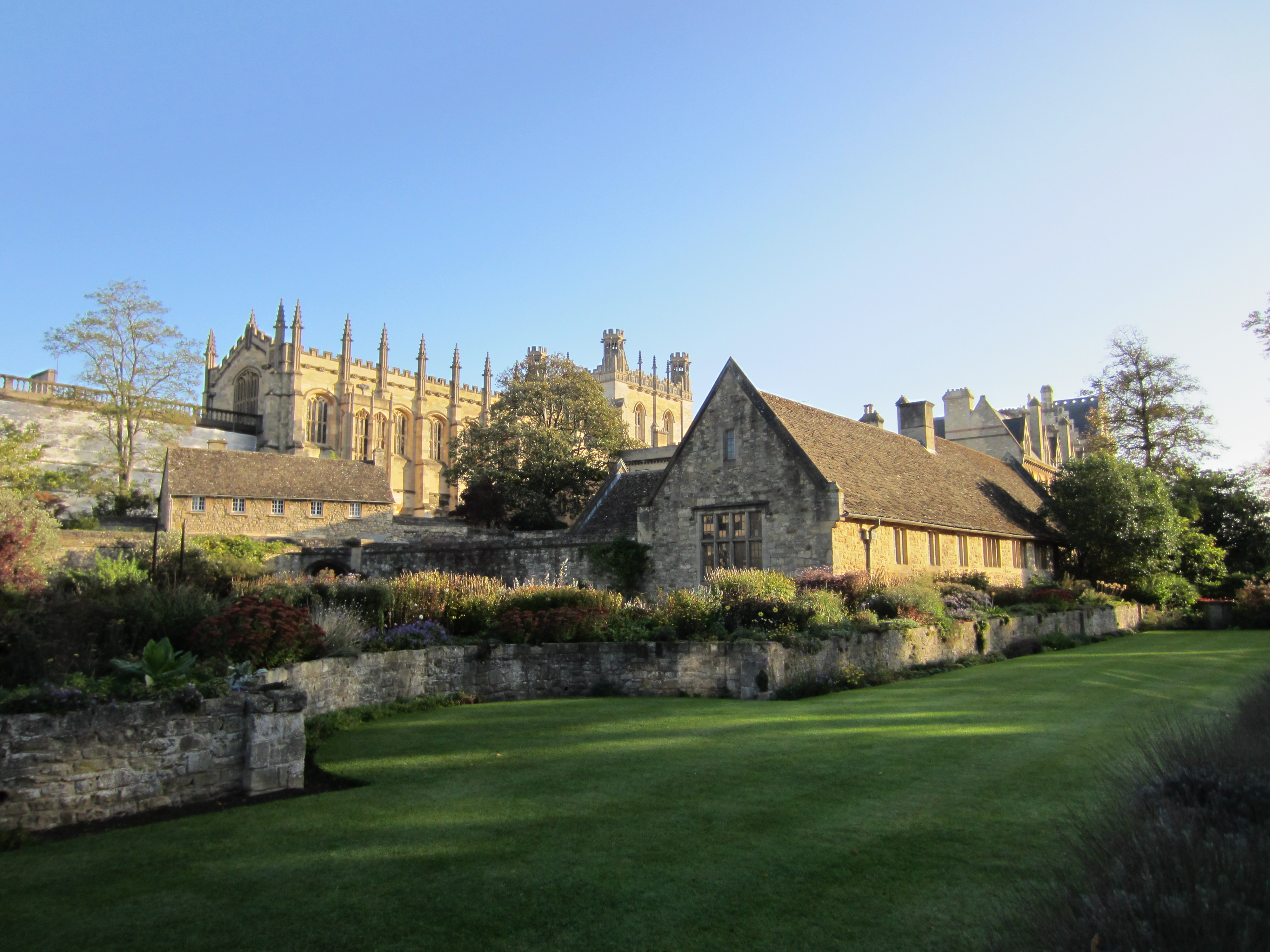
Vue de la grande salle depuis les jardins, adjacents au Meadow Building.

Blason.

- 1546-1553 : Richard Cox
- 1553-1559 : Richard Marshall
- 1559-1561 : George Carew
- 1561-1565 : Thomas Sampson
- 1565-1567 : Thomas Godwin
- 1567-1570 : Thomas Cooper
- 1570-1576 : John Piers
- 1576-1584 : Tobie Matthew
- 1584-1596 : William James
- 1596-1605 : Thomas Ravis
- 1605-1611 : John King
- 1611-1620 : William Goodwin
- 1620-1629 : Richard Corbet
- 1629-1638 : Brian Duppa
- 1638-1648 : Samuel Fell
- 1648-1651 : Edward Reynolds
- 1651-1659 : John Owen
- 1659-1660 : Edward Reynolds
- 1660 : George Morley
- 1660 : John Fell
- 1686-1689 : John Massey
- 1689-1711 : Henry Aldrich
- 1711-1713 : Francis Atterbury
- 1713-1719 : George Smalridge
- 1719-1724 : Hugh Boulter
- 1724-1733 : William Bradshaw (en)
- 1733-1756 : John Conybeare
- 1756-1767 : David Gregory
- 1767-1777 : William Markham
- 1777-1783 : Lewis Bagot
- 1783-1809 : Cyril Jackson
- 1809-1824 : Charles Henry Hall
- 1824-1831 : Samuel Smith
- 1831-1855 : Thomas Gaisford
- 1855-1892 : Henry Liddell
- 1892-1901 : Francis Paget
- 1901-1920 : Thomas Banks Strong
- 1920-1934 : Henry Julian White
- 1934-1939 : Alwyn Terrell Petre Williams
- 1939-1959 : John Lowe
- 1959-1969 : Cuthbert Aikman Simpson
- 1969-1979 : Henry Chadwick
- 1979-1991 : Eric William Heaton
- 1991-2003 : John Henry Drury
- 2003-2014 : Christopher Andrew Lewis
- 2014-2022 : Martyn Percy (en)
- 2023-présent : Sarah Foot[2]

## Célèbres étudiants
- Harold Acton
- Jonathan Aitken
- William Pitt Amherst
- Henry William Paget
- George Eden
- W. H. Auden
- Joseph Banks
- Zulfikar Ali Bhutto
- Rev. Adam Blakeman (en)
- Adrian Boult
- Robert Burton
- George Nugent-Temple-Grenville
- William Camden
- George Canning
- Charles John Canning
- Richard Carew (en)
- Lewis Carroll
- Robert Cecil
- Alan Clark
- Richard Curtis
- James Broun-Ramsay
- Edward Smith-Stanley
- David Dimbleby
- Alec Douglas-Home
- Frederick Hamilton-Temple-Blackwood
- Anthony Eden
- Édouard VII du Royaume-Uni
- James Bruce
- William Gladstone
- Granville George Leveson-Gower
- John Carteret
- William Grenville
- Edward Gunter[Qui ?]
- Edward Wood
- Richard Hakluyt
- Robert Hooke
- Brian Howard
- Trevor Huddleston (en)
- George Irby
- Ludovic Kennedy
- John Wodehouse, 1er comte de Kimberley
- Nigel Lawson
- Francis Godolphin Osborne
- George Cornewall Lewis
- Matthew Gregory Lewis
- Robert Jenkinson
- John Locke
- William Petty FitzMaurice
- Richard Bickerton Pemell Lyons (en)
- Gilbert Elliot-Murray-Kynynmound
- Thomas George Baring
- Robert Peel
- William Penn
- William Cavendish-Bentinck
- John Rawls
- Archibald Primrose
- A. L. Rowse (en)
- John Ruskin
- Robert Arthur Talbot Gascoyne-Cecil
- Philip Sidney
- William Petty
- Edward Granville Eliot
- John Aubrey (6e baronnet)
- Nathanael Tarporley
- John Taverner
- Hugh Trevor-Roper
- William Walton
- Auberon Waugh
- Richard Wellesley
- Charles Wesley
- John Wesley
- Christopher Wren
- Ewart Alan Mackintosh
- Mehdi Hasan